# Microscoop
Een microscoop (Oudgrieks, mikros en skopein (μικρός, "klein" en σκοπεῖν, "nauwkeurig bekijken, onderzoeken")) is een instrument voor het bestuderen van objecten, die te klein zijn om goed met het blote oog te kunnen worden gezien.
Microscopische technieken worden onder andere gebruikt voor medisch, biologisch en forensisch onderzoek en bij onderzoek van materialen.

## Geschiedenis van de microscoop

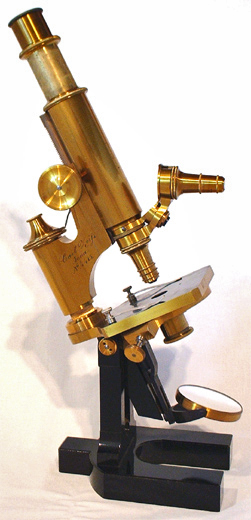
Microscoop van Carl Zeiss Jena, No. 4415 (1879). Foto 2007.

Antoni van Leeuwenhoek wordt vaak genoemd als uitvinder van de microscoop, maar vermoedelijk was hij meer de eerste onderzoeker die de microscoop sterk wist te verbeteren en daarmee een veel sterkere vergroting kon realiseren. De Van Leeuwenhoekmicroscoop was een speciaal vergrootglas met één lens.
De samengestelde microscoop met twee lenzen werd waarschijnlijk uitgevonden door Sacharias Jansen of diens vader Hans; hij zou omstreeks 1595 de eerste microscoop hebben gebouwd. Er is weinig bekend over het uiterlijk van deze instrumenten want geen enkele Jansen-microscoop bestaat meer. Wel beschreef de uitvinder Cornelis Drebbel het instrument later. Het gaat om een koker van 5 centimeter middellijn die uit drie beweegbare delen bestaat en twee lenzen bevat – vandaar de aanduiding samengestelde microscoop. In volledig uitgetrokken toestand meet de microscoop 45 centimeter. De vergroting is dan negen keer; in de kortste stand vergroot het apparaat drie keer. Verbeteringen kwamen van onder anderen Christiaan Huygens en Jan Swammerdam. De laatste was ook de eerste die het met succes als een wetenschappelijk instrument ging gebruiken. 
Antoni van Leeuwenhoek ontdekte een goede methode voor het produceren van sterk vergrotende glazen lenzen en bracht daarmee de enkelvoudige microscoop op een beduidend hoger plan. Toch was ook zijn microscoop niet veel meer dan een zeer klein lensje in een houder. Deze houder diende vlak bij het oog gehouden te worden. De tekeningen, die hij stuurde naar de Royal Society in Londen, zorgden daar voor heel wat consternatie. Van Leeuwenhoek behaalde vergrotingen van 275 maal, terwijl de beste microscopen uit die tijd tot 30 maal kwamen. Hij weigerde 50 jaar lang om zijn techniek voor microscopen te delen, dit tot groot ongenoegen van Engelse wetenschappers. Van Cittert analyseerde het afwijkende type microscoop van Antoni van Leeuwenhoek en verklaarde de constructie.
Van Leeuwenhoeks instrument is een voorbeeld van een lichtmicroscoop, waarin gebruikgemaakt wordt van zichtbaar licht, dat is het elektromagnetisch spectrum met een golflengte tussen ca 400 en 750 nm. Verder wordt er gebruikgemaakt van lenzen om deze golven te kunnen bundelen in een brandpunt (focusseren).

## Bouw van een gewone microscoop

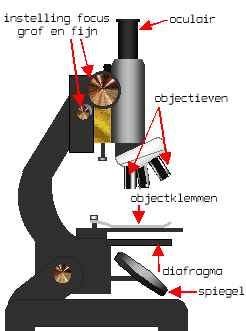
Onderdelen van een microscoop

De meeste microscopen hebben 3 à 5 objectieven, die 4 tot 100× vergroten. Ze kunnen worden verwisseld door aan de revolverkop van de microscoop te draaien. Bij goede microscopen is het beeld van het volgende objectief ook scherp, als er eerder met een ander objectief werd scherpgesteld (de objectieven heten dan parfocaal). De totale vergroting wordt berekend door vermenigvuldiging van de vergroting van het objectief met die van het oculair en eventuele andere tussenliggende elementen. Het objectief vormt het beeld en is bepalend voor het scheidend vermogen. De waarnemer kijkt door een oculair naar het door het objectief gevormde beeld. Oculairs vergroten tussen de 5× en 20× (gebruikelijk is 7× of 10×). Het oculair zit in de tubus van de microscoop, die aan het andere uiteinde voorzien is van een objectief.
In de tubus zitten tussen objectief en oculair soms nog andere optische elementen, zoals
- prisma's, om de kijkhoek te veranderen, zodat men naar een horizontaal liggend preparaat kan kijken zonder boven de microscoop te moeten hangen,
- splitsers, die het beeld over twee oculairs verdelen, en
- correctielenzen, om optische gebreken van het objectief te corrigeren en die soms ook nog een kleine vergrotingsfactor toevoegen (bijvoorbeeld 1,25×).

Onder het objectief bevindt zich het preparaat, bij sterke objectieven op zeer kleine afstand (fracties van een millimeter). Het preparaat kan bij duurdere microscopen met behulp van een kruistafel (niet op de afbeelding) in horizontale X- en Y-richting worden verschoven; de afstanden kunnen worden afgelezen van een schaalverdeling met nonius. Verstelling langs de Z-as (scherpstellen) gebeurt door het op en neer draaien van de kruistafel of van de tubus (zie afbeelding), afhankelijk van het type microscoop. Oudere microscopen deden dit met de tubus; bij moderne, waarbij vaak (zware) foto-apparatuur op de tubus wordt bevestigd, beweegt alleen nog de kruistafel.
Voor een goed beeld is een goede lichtbron even belangrijk als een goed lenzensysteem. Achter het preparaat bevindt zich de condensor (niet bij de hier afgebeelde microscoop), die het licht van de lichtbron concentreert en liefst evenwijdig naar boven straalt. De lichtbron kan onder de preparaattafel ingebouwd zitten of extern zijn. In dat laatste geval wordt het licht via een verstelbaar spiegeltje naar het objectief weerkaatst. In het condensorgedeelte zit ook een diafragma om de hoeveelheid licht te kunnen regelen en meestal een of meer filterhouders om met gekleurd licht of polarisatiefilters te kunnen werken.
Voor de scherpstelling zijn er meestal twee knoppen, een grove, die een bereik van centimeters heeft, en een fijnscherpstelling, die 1 à 2 millimeter verplaatsing mogelijk maakt met een aantal omwentelingen van de knop. De afstand tot het preparaat is bij sterke vergroting zo klein, dat men gemakkelijk de lens door het preparaat heen kan draaien. Om dit te voorkomen, hebben goede lenzen een beschermende veerinrichting, die bij druk meegeeft. Bij zeer sterke vergrotingen moet, om optimale afbeeldingen te krijgen, gebruikgemaakt worden van olie-immersie: de lens wordt met het preparaat in een speciale olie gedompeld, zodat er geen lucht-glas lichtbrekingsovergangen zijn, die leiden tot vermindering van de maximaal haalbare nuttige vergroting. (Zie het artikel Numerieke apertuur voor uitleg hiervan).

### Verschillende uitvoeringen
De verschillen tussen dure onderzoeksmicroscopen en goedkopere studentenmicroscopen zitten in de extra's en in de kwaliteit van de aanwezige componenten. Een kruistafel en ingebouwde verlichting maken een microscoop duurder. Solide uitvoering, goede optiek met objectieven die gecorrigeerd zijn voor allerlei soorten optische fouten (chromatische en sferische aberratie, beeldveldwelving), en ook de grootte van het te bekijken veld (hoeveel beeld zie je bij die 800× vergroting?) maken dat een microscoop van topkwaliteit een zeer duur instrument is.

## Typen microscopen

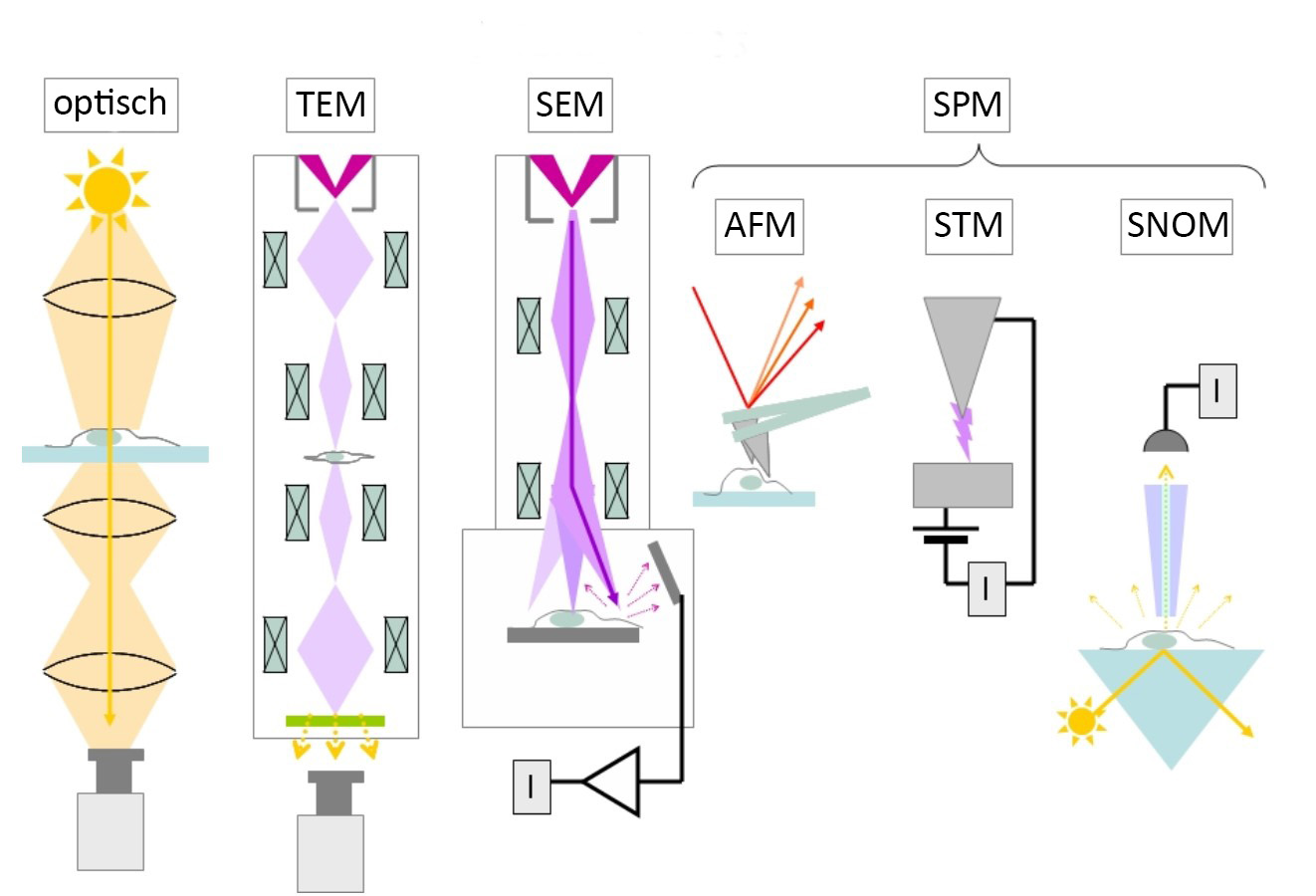
Typen microscopen van links naar rechts
Optische lichtmicroscoop
TEM elektronenmicroscoop
SEM rasterelektronenmicroscoop
SPM scanning probe microscopy met soorten
AFM atoomkrachtmicroscopie
STM scanning tunneling microscopy en
SNOM scanning near-field optical microscopie

### Lichtmicroscoop
De lichtmicroscoop maakt voor de afbeelding gebruik van zichtbaar licht. De objecten worden bekeken met opvallend licht, met een stereomicroscoop met twee oculairen en met twee objectieven, of met doorvallend licht, met een "gewone" microscoop met een of twee oculairen en een objectief. De oculairen en objectieven zijn verwisselbaar voor andere vergrotingen.
Andere delen van het lichtspectrum kunnen ook gebruikt worden, zoals ultraviolet licht UV, maar dat is minder gebruikelijk omdat het technisch moeilijker te verwezenlijken is. Voor röntgen- of gammastralen is het probleem nog extremer, omdat het moeilijk of onmogelijk is deze golven te focusseren.
Voor langere golven, zoals infrarood IR, microgolven en radiogolven, zijn er ook in toenemende mate beperkingen. Het probleem daar is het scheidend vermogen. Voor grotere golflengtes wordt het scheidend vermogen steeds kleiner. Daarmee gaat het vermogen verloren om kleine voorwerpen zichtbaar te maken.
Twee veel voorkomende soorten lichtmicroscoop zijn:
- gewone of biologische microscoop
- stereomicroscoop

#### Gewone of biologische microscoop
De biologische microscoop kan monoculair dan wel binoculair zijn. De biologische microscoop wordt gebruikt om voorwerpen te bekijken met doorvallend licht en met vergrotingen tussen ca. 10× en ca. 1000×. De grens voor optische microscopen ligt bij ongeveer 2000×; sterkere vergrotingen zijn wel mogelijk, maar laten niet meer details zien. Zichtbaar licht heeft een golflengte tussen 380 en 780 nm. Details die kleiner zijn, zijn niet zichtbaar. Deze microscopen worden vooral in de geneeskunde en de biologie gebruikt, voor het bekijken van micro-organismen, cellen en weefsels. Biologische microscopen hebben vaak twee oculairen, zodat men tegelijkertijd met beide ogen („binoculair”) kan kijken. Men ziet diepte, als de microscoop zo ontworpen is, dat met beide ogen afzonderlijk onder verschillende hoeken door hetzelfde objectief wordt gekeken. Als beide ogen onder dezelfde hoek door het objectief kijken ziet men geen diepte.
Varianten zijn de fasecontrastmicroscoop, de polarisatiemicroscoop, fluorescentiemicroscoop, de lasermicroscoop en de donkerveldmicroscoop, die vaak als opties bij de betere (lees: duurdere) merken extra te koop zijn. Omdat bij deze microscoop meestal van doorvallend licht gebruik wordt gemaakt, moet het te bekijken preparaat heel dun zijn. Vaak moet het ook gekleurd worden, zodat details zichtbaar worden die anders niet kunnen worden waargenomen. Bij de bestudering van botanische preparaten, zoals mossen, schimmels en korstmossen, is dit type microscoop een ideaal gereedschap, ook voor hobbyisten. Preparaten zijn vaak met de hand te snijden en kleuringen zijn relatief eenvoudig uit te voeren. Voor hobbyisten, die niet makkelijk in de gelegenheid zijn de vaak langdurige en intensieve bewerkingen uit te voeren die nodig zijn voor het maken van een dierlijk preparaat, is dit type microscoop minder geschikt. Om van een stukje weefsel dat wordt uitgenomen bij een operatie, een microscopisch preparaat te maken, moet dit worden gefixeerd, ontwaterd, doordrenkt met paraffine, ingebed, gesneden met een microtoom, op een glaasje gebracht, ontwast en gekleurd, waarvoor talloze stappen en dure apparaten (microtoom) nodig zijn.

#### Stereomicroscoop
De tweede soort, de stereomicroscoop, gebruikt men meestal met opvallend licht en met vergrotingen tussen 10× en 100×. Daarbij krijgt men wel een stereoscopisch beeld, doordat beide ogen door afzonderlijke oculairs en objectieven kijken, zodat diepte kan worden waargenomen. Deze soort is bij uitstek geschikt voor het bestuderen van planten, insecten, edelstenen, fossielen, mineralen, micromechanica en -elektronica. Hij wordt veel gebruikt door onder anderen taxonomen, horlogemakers en elektronicamonteurs.

#### Confocale en superresolutiemicroscopen
Deze lichtmicroscopen worden niet zozeer gebruikt voor gewoon licht maar eerder voor het nemen van fluorescente foto's. Hiervoor moeten de stalen, onder andere cellen en weefsels eerst fluorescent worden gelabeld. Hiervoor wordt meestal gebruikgemaakt van antistoffen tegen een molecuul waarin men is geïnteresseerd, zoals een eiwit of DNA. Daarna kan men met behulp van een monochromatische lichtbron, voorbeelden Hg-lamp en laser, een fluorescente foto maken. Confocale en superresolutiemicroscopie verbeteren elk op een andere manier de resolutie die bekomen kan worden met een gewone microscoop. Bij confocale microscopie spreken we van een resolutie om en bij de 250nm, superresolutiemicroscopie doet hier beter met 20-100nm afhankelijk van de techniek die gebruikt wordt.

### Op basis van andere golven
Ook andere golven die gefocusseerd kunnen worden zijn bruikbaar voor microscopie. Voorbeelden zijn :
- elektronenmicroscopie met materiegolven
- akoestische microscopie met geluidsgolven

In het eerste geval wordt gebruikgemaakt van de tweeledige aard van alle materie: Golven en deeltjes zijn volgens de kwantummechanica twee verschijningsvormen van één en hetzelfde. Met een deeltje van massa m dat zich voortbeweegt met een snelheid v is een golflengte λ = h/(mv) verbonden, waarin h de constante van Planck is.

### Op basis van aftasting
Naast het gebruik van focusseerbare golven is er sinds de jaren 1990 een nieuwe familie van microscopen ontstaan, die op een ander beginsel berust, namelijk op aftasting. Zij danken allemaal hun bestaan aan de eigenschappen van piëzo-elektrische materialen. Deze materialen vervormen op een goed voorspelbare wijze, wanneer zij blootgesteld worden aan een elektrische spanning. Dit maakt het mogelijk met uiterste precisie bijzonder kleine bewegingen uit te voeren. Daardoor is het mogelijk het oppervlak af te tasten met een precisie van de grootteorde van een atoom.
Voorbeelden zijn
- Scanning tunneling microscopy
- Atoomkrachtmicroscopie

## Temperatuur regeling en beeldanalyse
Microscopen kunnen worden uitgebreid met temperatuur geregelde stages en camera's met software voor beeldanalyse waarbij bijvoorbeeld fase overgangen van materialen als functie van temperatuur en gasatmosfeer kunnen worden bestudeerd tussen -195 en 1500°C. Het vermogen om beelden in digitale vorm op te slaan in een computer en om de informatie die het beeld bevat te bewerken, heeft de weg geopend om microscopische beelden getalsmatig te verwerken. Bijvoorbeeld het aantal deeltjes dat in het beeld zichtbaar is, kan nu snel geteld worden. Of er kan een statistiek gemaakt van hun doorsneden. Omdat het beeld meestal een tweedimensionale doorsnede van een driedimensionaal voorwerp is, moeten bij dit laatste de wiskundige eigenschappen van doorsneden in rekening gebracht worden. Deze vorm van wiskunde is bekend als stereologie.

## Trivia
- Volgens de ANS is zowel "de microscoop" als "het microscoop" correct Nederlands. In de standaardtaal zegt men "de microscoop", in technische teksten wordt wel "het microscoop" gebruikt.